# Chuyển khoản

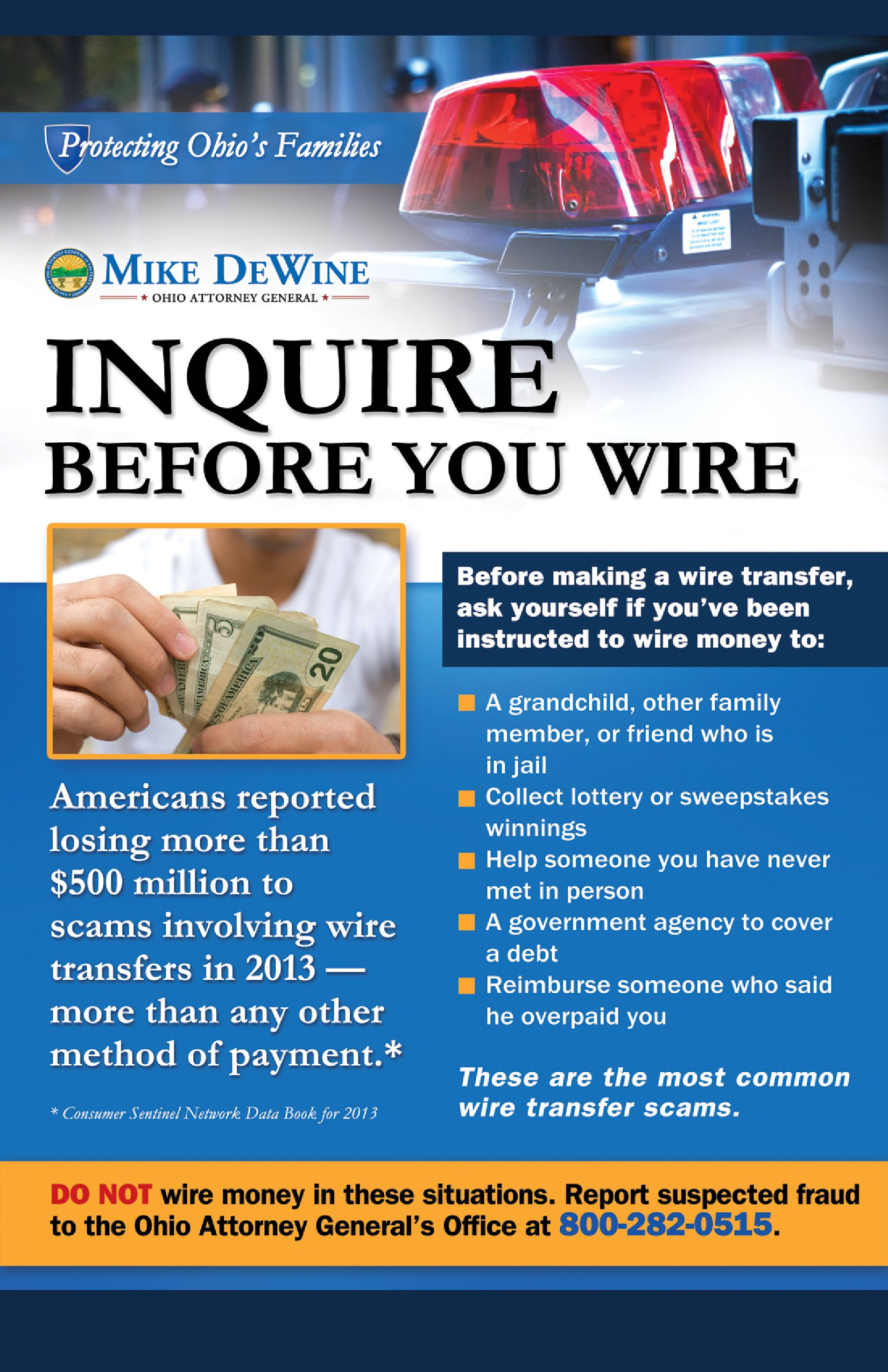
Một mẩu thông tin về hình thức chuyển khoản

Chuyển khoản (Wire transfer/Bank transfer/Credit transfer) là phương pháp chuyển tiền điện tử từ một cá nhân hoặc thực thể (pháp nhân) này sang một cá nhân hoặc thực thể khác. Có thể thực hiện chuyển khoản từ một tài khoản ngân hàng sang một tài khoản ngân hàng khác hoặc thông qua việc chuyển tiền mặt tại một quầy giao dịch tiền mặt. Các hệ thống thanh toán và nhà điều hành chuyển khoản khác nhau cung cấp nhiều tùy chọn liên quan đến tính tức thời và tính cuối cùng của việc thanh toán cũng như chi phí, giá trị và khối lượng của giao dịch tài chính. Các hệ thống chuyển khoản của Ngân hàng trung ương, chẳng hạn như hệ thống Fedwire của Cục Dự trữ Liên bang tại Hoa Kỳ, có nhiều khả năng là hệ thống thanh toán gộp theo thời gian thực (RTGS), vì chúng cung cấp khả năng tiếp cận tiền nhanh nhất. Các hệ thống khác, chẳng hạn như Hệ thống thanh toán liên ngân hàng Clearing House (CHIPS), cung cấp thanh toán ròng theo định kỳ. 
Các hệ thống thanh toán tức thời hơn có xu hướng xử lý các giao dịch có giá trị tiền tệ cao hơn, có chi phí giao dịch cao hơn và có khối lượng thanh toán nhỏ hơn. Quá trình thanh toán nhanh hơn cho phép ít thời gian hơn cho việc lường trước và xử lý biến động tiền tệ trong khi dòng tiền đang được luân chuyển. Dịch vụ chuyển tiền qua điện tín đầu tiên được sử dụng rộng rãi đã được Western Union ra mắt vào năm 1872 trên mạng điện tín (telegraph) hiện có của mình. Sau khi người gửi đã trả tiền cho một bưu cục điện tín, người điều hành có thể truyền một thông điệp và "chuyển tiền" đến một bưu cục khác, sử dụng mật khẩu (passwords), sổ mã để ủy quyền giải ngân tiền cho người nhận tại địa điểm đó. Đến năm 1877, dịch vụ này đã được sử dụng để chuyển gần 2,5 triệu đô la mỗi năm. Vì các giao dịch chuyển tiền đầu tiên được thực hiện thông qua mạng lưới điện tín nên nó được gọi là chuyển tiền điện tín và tên này vẫn được sử dụng ở một số quốc gia. 
Từ ngày 1 tháng 7 năm 2024, Ngân hàng Nhà nước Việt Nam (NHNN) chính thức áp dụng quy định xác thực khuôn mặt đối với các giao dịch chuyển tiền điện tử vượt quá một số ngưỡng nhất định. Quy định này được ban hành theo Quyết định số 2345/QĐ-NHNN nhằm tăng cường bảo mật và phòng chống tội phạm đánh cắp tiền trong tài khoản ngân hàng.

## Phí chuyển khoản
Ngân hàng sẽ thu tiền dịch vụ từ người gửi cũng như thu phí ngay cả từ người nhận. Ngân hàng gửi tiền đi thường thu một khoản phí riêng biệt với số tiền được chuyển đến, trong khi ngân hàng nhận và các ngân hàng trung gian mà giao dịch chuyển tiền đi qua sẽ thực hiện khấu trừ phí từ số tiền được chuyển để người nhận nhận được ít hơn số tiền người gửi đã gửi. Đối với hoạt động chuyển khoản quốc tế, có thể cần thêm thông tin, chẳng hạn như họ tên đầy đủ của người nhận, địa chỉ thực, tên và địa chỉ ngân hàng, số và loại tài khoản ngân hàng, số định tuyến ngân hàng và mã SWIFT hoặc IBAN của ngân hàng. Phí và thời gian xử lý có thể khác nhau tùy thuộc vào nhà cung cấp dịch vụ và quốc gia đích đến của dòng tiền. Ngân hàng có thể tính phí chuyển khoản. Phí chính xác thay đổi rất nhiều tùy thuộc vào loại thanh toán và loại tài khoản ngân hàng liên quan. Ở một số khu vực pháp lý, phí có thể được quản lý hoặc giới hạn. 
Tại Hoa Kỳ, chuyển khoản trong nước được quản lý bởi Quy định Liên bang J và theo Điều 4A của Bộ luật Thương mại Thống nhất. Chuyển khoản qua ngân hàng Hoa Kỳ có thể tốn kém. Năm 2016, trong số 15 ngân hàng bán lẻ lớn nhất, phí trung bình cho một giao dịch chuyển tiền trong nước là 25 đô la. Phí chuyển tiền trong nước đến được chia đều giữa 0 đô la (miễn phí) và 15 đô la. Từ năm 2009, Quy định số 924/2009 của Liên minh Châu Âu kiểm soát các khoản thanh toán xuyên biên giới trong Liên minh Châu Âu. Trong quy định mới nêu rõ rằng một giao dịch chuyển tiền IBAN/BIC trong Khu vực thanh toán bằng đồng Euro duy nhất (SEPA) không được tốn kém hơn một giao dịch chuyển tiền trong nước, bất kể sử dụng loại tiền tệ nào. Ngân hàng nhận có thể tính phí đổi sang tiền tệ địa phương. Tính đến năm 2022, hầu hết các ngân hàng Châu Âu không tính phí khách hàng cá nhân đối với các giao dịch chuyển tiền SEPA, ngoài các khoản phí chuyển đổi có thể phát sinh. Đối với tài khoản doanh nghiệp, có thể tính phí nhưng thường dưới 40 xu. Trước đó, vào năm 2002, Liên minh Châu Âu đã hạ cấp quy định về phí mà một ngân hàng có thể tính cho các khoản thanh toán bằng euro giữa các quốc gia thành viên EU xuống cấp độ trong nước. 